# الدوري البرازيلي الدرجة الثالثة 1994
الدوري البرازيلي الدرجة الثالثة 1994 هو الموسم 5 من الدوري البرازيلي الدرجة الثالثة. أقيم خلال الفترة 18 سبتمبر 1994 وحتى 9 ديسمبر 1994، وأشرف على تنظيمه اتحاد البرازيل لكرة القدم، وكان عدد الأندية المشاركة فيه 41، وفاز فيه غريميو نوفوريزونتينو.